# Mizu shingen mochi
Il mizu shingen mochi (水信玄餅?), noto anche come goccia di pioggia dolce o torta d'acqua, è un dessert giapponese gelatinoso a base di acqua e agar. Tale alimento si caratterizza per la sua colorazione trasparente che lo rende simile a una goccia d'acqua e per la sua quasi totale assenza di calorie.

## Storia
Il mizu shingen mochi fu concepito nel 2013 e lanciato l'anno seguente dall'azienda alimentare Kinseiken Seika con sede nella Prefettura di Yamanashi, vicino a Tokyo, con l'intenzione di creare un dolce gelatinoso a base di acqua. Il nome del dolce è composto dalle parole mizu (水), che significa "acqua", e shingen mochi, che indica una tortina di riso morbida prodotta dalla stessa Kinseiken. Nel 2014, il dolce divenne un fenomeno di Internet e diversi individui viaggiarono in Giappone per assaggiarlo. Il mizu shingen mochi guadagnò attenzione internazionale anche grazie allo chef di New York Darren Wong che, dopo averlo rinominato "torta goccia di pioggia" (raindrop cake), lo presentò al mercato di Smorgasburg, presso Williamsburg, a Brooklyn, durante il mese di aprile del 2016. Nello stesso periodo, vari siti web di informazione e vari programmi televisivi, fra cui The Today Show, BuzzFeed e ABC News dedicarono servizi e articoli all'insolito budino.

## Caratteristiche e preparazione
Il mizu shingen mochi è composto da acqua minerale (originariamente proveniente dal Monte Kaikoma, nelle Alpi giapponesi) e agar. L'alimento ha una consistenza gelatinosa, è poco saporito, si scioglie rapidamente in bocca, ed è pressoché privo di calorie. Alcuni lo ritengono una valida alternativa vegetariana e vegana alla gelatina animale con le alghe.
Per preparare il mizu shingen mochi bisogna creare un composto di acqua e agar che, dopo essere stato riscaldato e modellato a piacere, viene lasciato raffreddare. Il dessert va consumato entro venti/trenta minuti per evitare che si sciolga od evapori. Il dolce può essere condito con il kuromitsu, uno sciroppo simile alla melassa, o la farina di soia (kinako). e può essere decorato all'interno con frutti e fiori commestibili.